# Barbus lacerta
Barbus lacerta är en fiskart som beskrevs av Heckel, 1843. Barbus lacerta ingår i släktet Barbus och familjen karpfiskar. Inga underarter finns listade.